# 寛正の土一揆
寛正の土一揆（かんしょうのつちいっき）とは、日本の室町時代中期、寛正年間に起きた土一揆のこと。特に寛正の飢饉のピークであった寛正3年（1462年）の一揆を指す。
寛正の大飢饉による混乱の最中の寛正3年9月に京都において徳政令を求める土一揆が発生、浪人や在京大名の内者（被官）までが加わって、土倉などから財物を奪ったり、下京にて火を放つなどの行為に及んだ。10月になると今度は木津の馬借らが奈良で一揆を起こし、一旦は沈静化していた京都でも一揆が再発して京都七口を封鎖したため、室町幕府は侍所所司代・多賀高忠、次いで赤松政則ら在京大名に鎮圧を命じた。最終的には京都では諸大名の軍が、奈良では大和国の守護でもある興福寺の六方衆が一揆を鎮圧、参加者に対しては首魁の蓮田兵衛をはじめ処刑も含めた過酷な報復が行われた。